# Troja (Prague)
Pour les articles homonymes, voir Troja.
Troja est un quartier pragois situé dans le nord de la capitale tchèque, appartenant à l'arrondissement de Prague 7, d'une superficie de 336 hectares. En 2001, la population était de 12 816 habitants. 
La ville est devenue une partie de Prague en 1922.

## Lieux
- Château de Troja
- Moulin de Troja
- Zoo de Prague
- Jardin botanique de Prague